# Imajimainereis pacifica
Imajimainereis pacifica är en ringmaskart som beskrevs av Leon-Gonzalez och Solis-Weiss 2000. Imajimainereis pacifica ingår i släktet Imajimainereis och familjen Nereididae. Inga underarter finns listade i Catalogue of Life.